# Dollaro della Malesia e del Borneo britannico
Il dollaro della Malesia e del Borneo britannico (chiamato anche ringgit in malese, Jawi:رڠڬيت) fu la valuta della Federazione della Malesia, Singapore, Sarawak, Borneo del Nord e Brunei dal 1953 al 1967. La Malesia continuò a usare questa valuta dopo l'indipendenza nel 1957 e la formazione della Malaysia nel 1963, come fece anche Singapore dopo la sua indipendenza nel 1965.

## Storia
Il dollaro della Malesia e del Borneo britannico fu emesso dal Malayan and British Borneo Board of Commissioners of Currency. Era suddiviso in 100 cent e sostituì il dollaro di Sarawak, il dollaro del Borneo del Nord e il dollaro malese (usato anche a Singapore e nel Brunei) alla pari. Come i suoi predecessori aveva un tasso fisso di cambio di un dollaro uguale a 2 scellini e 4 penny della sterlina britannica.
Nel 1967, il dollaro della Malesia e del Borneo britannico fu sostituito da tre nuove valute: il ringgit malese, il dollaro di Singapore e il dollaro del Brunei, tutti alla pari. Il Board of Commissioners of Currency, Malaya and British Borneo, fu finalmente sciolto nel 1979.
Quando la sterlina britannica fu svalutata nel novembre 1967, le banconote esistenti del dollaro della Malesia e del Borneo britannico (con tasso fisso a 2s. 4d.) persero il 15% del loro valore, ma continuarono ad avere corso legale fino al 1969, a un valore ridotto di 85 cent malesi per vecchio dollaro. Le banconote emesse nelle nuove valute non furono svalutate. Come conseguenza ci fu uno sciopero generale, in forma di hartal, e dei disordini nel Penang.
Il simbolo della valuta era $.
Durante tutta la sua esistenza il dollaro della Malesia e del Borneo britannico ebbe un cambio fisso con la sterlina britannica di 2s. 4d. ($60 = £7).

## Monete
Esistevano monete da 1, 5, 10, 20 e 50 cent.

## Banconote

### Serie 1953
| Serie 1953 | Serie 1953 | Serie 1953 | Serie 1953        | Serie 1953    | Serie 1953 | Serie 1953        |
| Immagine   | Immagine   | Valore     | Colore principale | Descrizione   | Descrizione | Data di emissione |
| Fronte     | Retro      | Valore     | Colore principale | Fronte        | Retro | Data di emissione |
| ---------- | ---------- | ---------- | ----------------- | ------------- | --- | ----------------- |
| $1         | $1         | $1         | blu/viola         | Elisabetta II | Emblemi di stato della Federazione della Malesia e dei suoi stati constituenti, Singapore, Sabah, Sarawak e Brunei | 21 marzo 1953     |
| $5         | $5         | $5         | verde/giallo      | Elisabetta II | Emblemi di stato della Federazione della Malesia e dei suoi stati constituenti, Singapore, Sabah, Sarawak e Brunei | 21 marzo 1953     |
| $10        | $10        | $10        | rosso/verde       | Elisabetta II | Emblemi di stato della Federazione della Malesia e dei suoi stati constituenti, Singapore, Sabah, Sarawak e Brunei | 21 marzo 1953     |
| $50        | $50        | $50        | blu/verde         | Elisabetta II | Emblemi di stato della Federazione della Malesia e dei suoi stati constituenti, Singapore, Sabah, Sarawak e Brunei | 21 marzo 1953     |
| $100       | $100       | $100       | violetto/viola    | Elisabetta II | Emblemi di stato della Federazione della Malesia e dei suoi stati constituenti, Singapore, Sabah, Sarawak e Brunei | 21 marzo 1953     |
| $1000      | $1000      | $1000      | porpora/giallo    | Elisabetta II | Emblemi di stato della Federazione della Malesia e dei suoi stati constituenti, Singapore, Sabah, Sarawak e Brunei | 21 marzo 1953     |
| $10000     | $10000     | $10000     | verde/più colori  | Elisabetta II | Emblemi di stato della Federazione della Malesia e dei suoi stati constituenti, Singapore, Sabah, Sarawak e Brunei | 21 marzo 1953     |

Tutte queste banconote portano la data 21 marzo 1953, e sono firmate da W. C. Taylor, il Chairman del Board of Commissioner of Currency. I biglietti da 1, 5 e 10 dollari furono stampati da Waterlow and Sons, quelli da 50 e 100 da Bradbury, Wilkinson & Co. Ltd. e quelli da the 1.000 e 10.000 da Thomas de la Rue & Co. Ltd.. Nelle banconote avevano incorporato un filo di sicurezza e anche una filigrana con la testa di leone come misure contro le falsificazioni.

### Serie 1959
| Serie 1959 | Serie 1959 | Serie 1959 | Serie 1959        | Serie 1959                   | Serie 1959                                                                                      | Serie 1959        |
| Immagine   | Immagine   | Valore     | Colore principale | Descrizione                  | Descrizione                                                                                     | Data di emissione |
| Fronte     | Retro      | Valore     | Colore principale | Fronte                       | Retro                                                                                           | Data di emissione |
| ---------- | ---------- | ---------- | ----------------- | ---------------------------- | ----------------------------------------------------------------------------------------------- | ----------------- |
| $1         | $1         | $1         | blue              | Imbarcazione a vela          | Imbarcazione e stemmi della Federazione della Malesia, di Singapore, di Sabah, Sarawak e Brunei | 1º marzo 1959     |
| $10        | $10        | $10        | red               | Contadino che ara con i buoi | Stemmi della Federazione della Malesia, di Singapore, di Sabah, Sarawak e Brunei                | 1º marzo 1961     |

Primo tipo della banconota da 1$
Anche se queste banconote recano la data 1º marzo 1959, non furono distribuite fino al 1º giugno 1959.
Furono stampate da Waterlow and Sons, su carta che incorporava un filo di sicurezza d'oro sulla destra e la filigrana con la testa di una tigre malese al centro.
Secondo tipo della banconota da 1$
Era simile al tipo precedente con lo stesso disegno e recava la stessa data ma il colore era leggermente diverso rispetto alla versione precedente. 
Banconota da 2$
La banconota da 2 dollari, anche se recava ma data del 1º marzo 1961, non fu posta in circolazione fino al 28 agosto 1961. Era stampata da Thomas de la Rue & Co. Ltd., e per la prima volta incorporava due fili di sicurezza.
Questo schema cromatico sopravvive nelle tre valute che sono succedute.